# Cretinetti e il pallone
Cretinetti e il pallone è un cortometraggio del 1910 diretto da André Deed.